# Tour de la Bridole
La tour de la Bridole est une tour d'angle des remparts de la commune de Vitré, dans le département d’Ille-et-Vilaine en région Bretagne.

## Localisation
Elle se trouve à l'est du département et dans le centre-ville de Vitré, au niveau de la rue de la Bridole, face à la Poste, proche de la Place de la République, de la rue de la Borderie, de la rue Notre-Dame et de la Promenade du Val.

## Historique
Le nom « Bridole » est un terme ancien de la marine signifiant un appareil qui permettait de courber les membrures des coques de bateaux pour la navigation. L'autre nom utilisé était la Tour du Marché. Elle jouxte l'ancienne Porte d'En Haut, s'ouvrant vers l'axe de Laval (Mayenne), qui a été détruite en 1835.
Elle se trouve sur la partie sud-est des remparts et donne l'accès vers l'un des derniers vestige de l'ancien chemin de ronde du rempart sud qui subsiste encore.
La tour de la Bridole est construite au XIIIe siècle. Elle comporte trois niveaux disposant d'archères encore visibles mais seulement depuis l'intérieur. En effet, la tour est renforcée en pierre de schiste et est entièrement chemisée en 1466, les archères préexistantes sont alors condamnées. Les techniques de défense s'améliorent et la tour s'équipe de canonnières (1er, 2e et 3e étage). Son diamètre passe alors de 6 m à 11 m. Les premiers et deuxièmes étages ont un rôle défensif. Les troisième et quatrième étages sont des logis du XVe siècle disposant d'une cheminée d'époque.
Au XIXe siècle avec l'arrivée de la gare, des hôtels particuliers et des immeubles d'habitation sont construits le long de la rue de la Borderie qui est surélevée avec le comblement des douves. Certaines habitations reposent contre la Tour de la Bridole et la muraille. Le sous-sol d'un supermarché de la rue de la Borderie se trouve au niveau initial des anciennes douves.
Elle a été inscrite au titre des monuments historiques le 13 février 1926,. L'ensemble de l'enceinte urbaine fortifiée - les parties subsistantes comme les vestiges - est inscrit depuis le 15 janvier 2014.
La tour est délaissée pendant de nombreuses années. De la végétation se développe sur le toit et la fragilise. La Ville de Vitré devient propriétaire de l'édifice. Par suite, une couverture en tôle la protège des infiltrations durant les années 2000. D'importants travaux de restauration sont ensuite entrepris. Pour lui redonner l'aspect d'origine, une toiture en poivrière est construite et coiffe la tour.
En 2012, la restauration a été récompensée pour sa qualité lors du concours « Les Rubans du Patrimoine ».
L'épi de faîtage culmine à 30 m de hauteur. La tour est visible depuis le boulevard Châteaubriant et offre ainsi une intéressante perspective sur la cité médiévale.
La tour n'est pas accessible hormis lors des visites guidées, des Journées du Patrimoine, et des expositions. L’exiguïté des accès aux étages ne permet pas une large ouverture au public.

## Architecture
La tour est ronde et surmontée d'un toit conique. L'appareil est fait de moellons schisteux.

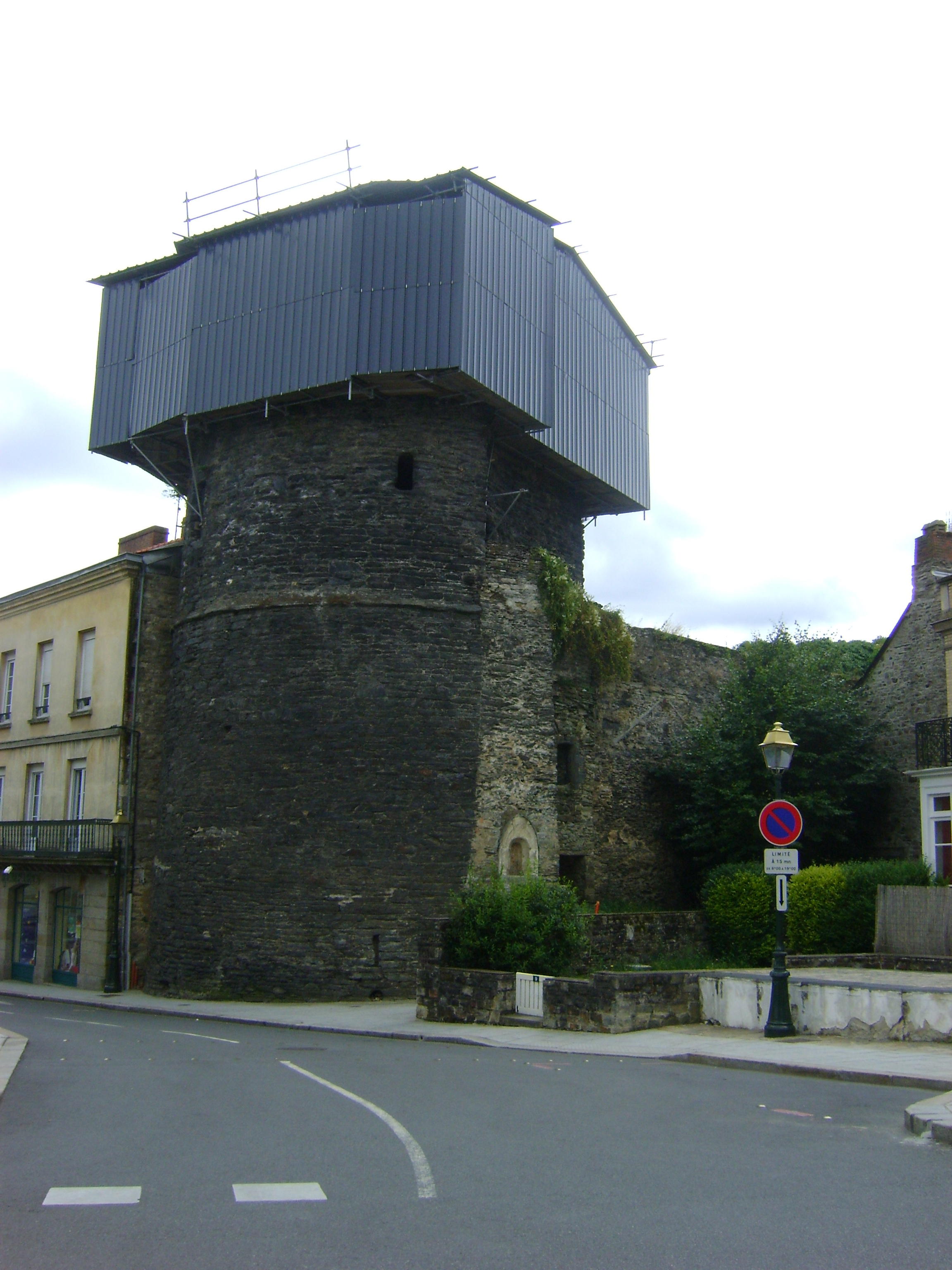
Travaux en 2009.
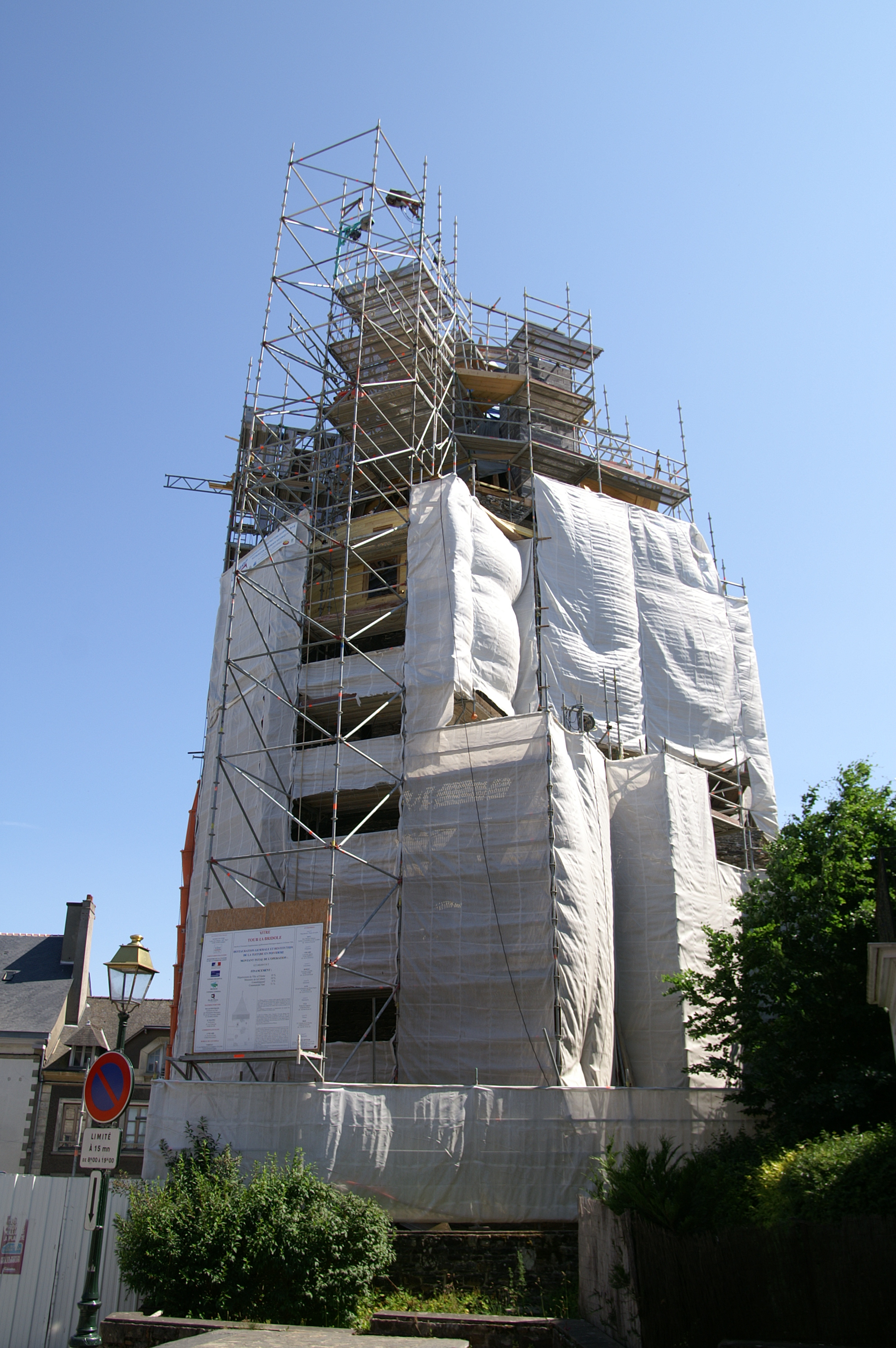
Travaux de restauration en 2011.
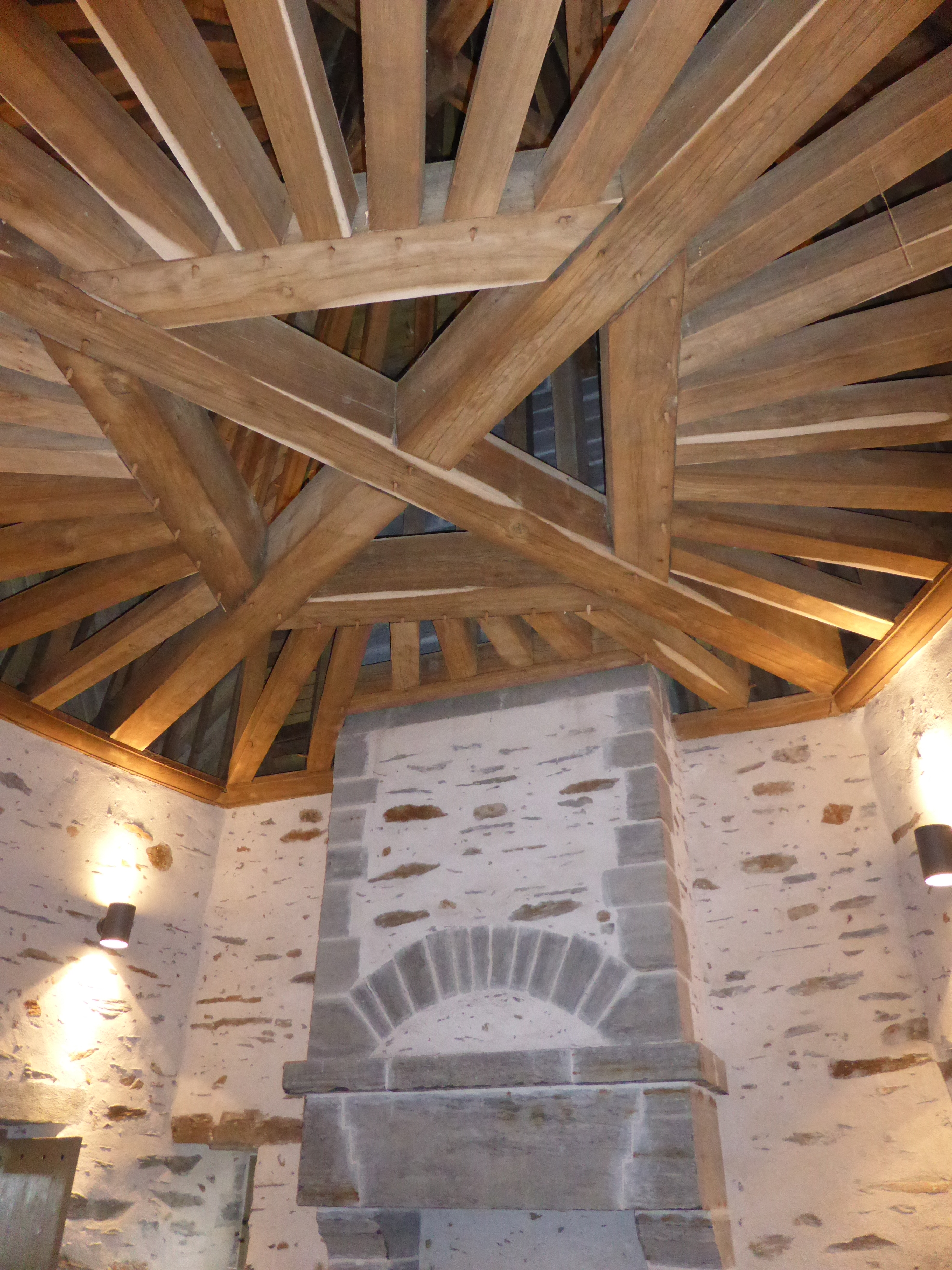
Charpente et cheminée (en 2016).
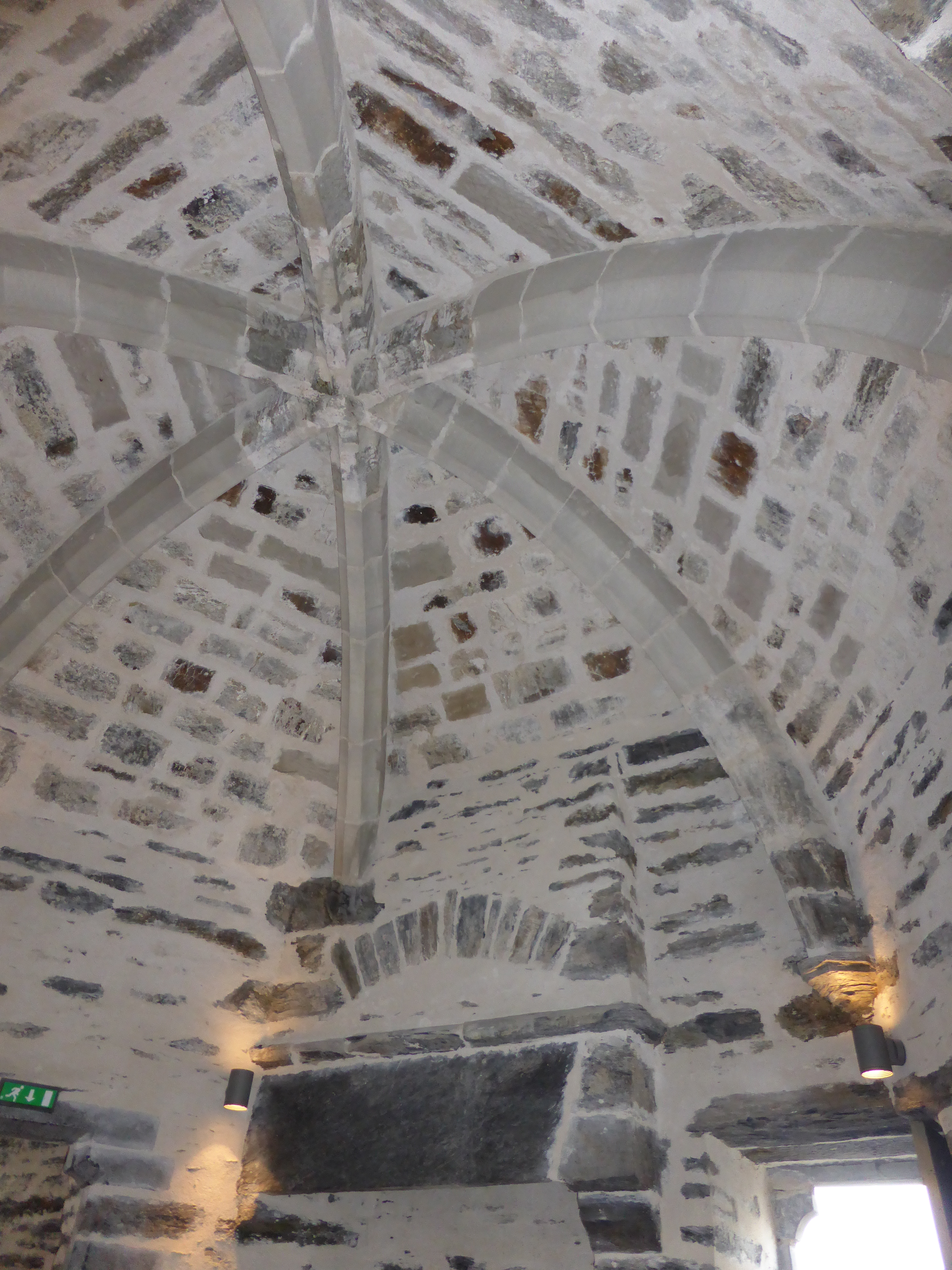
Plafond voûté (en 2016).
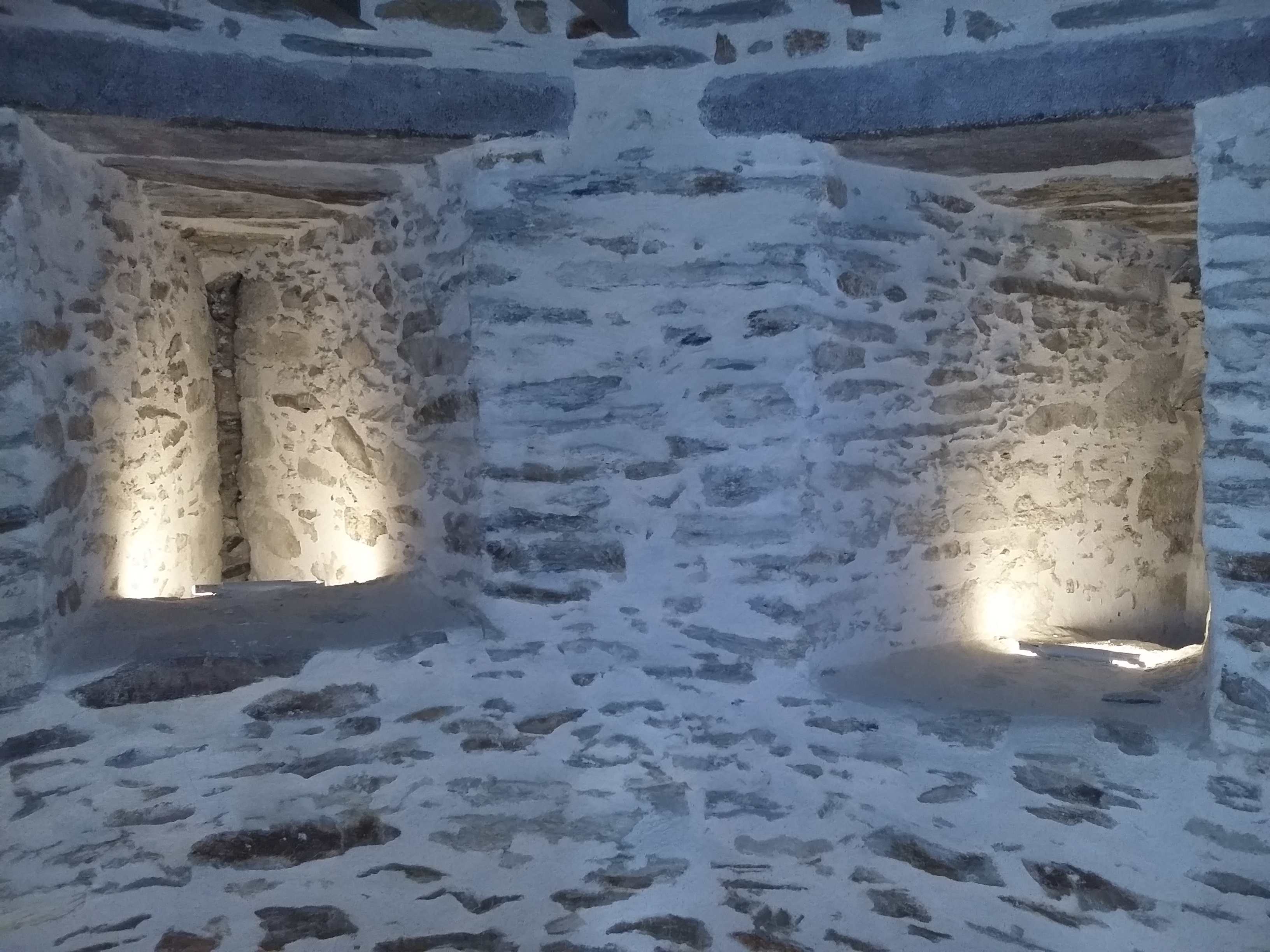
Archères du XIIIe siècle à l'intérieur de la Tour de la Bridole.
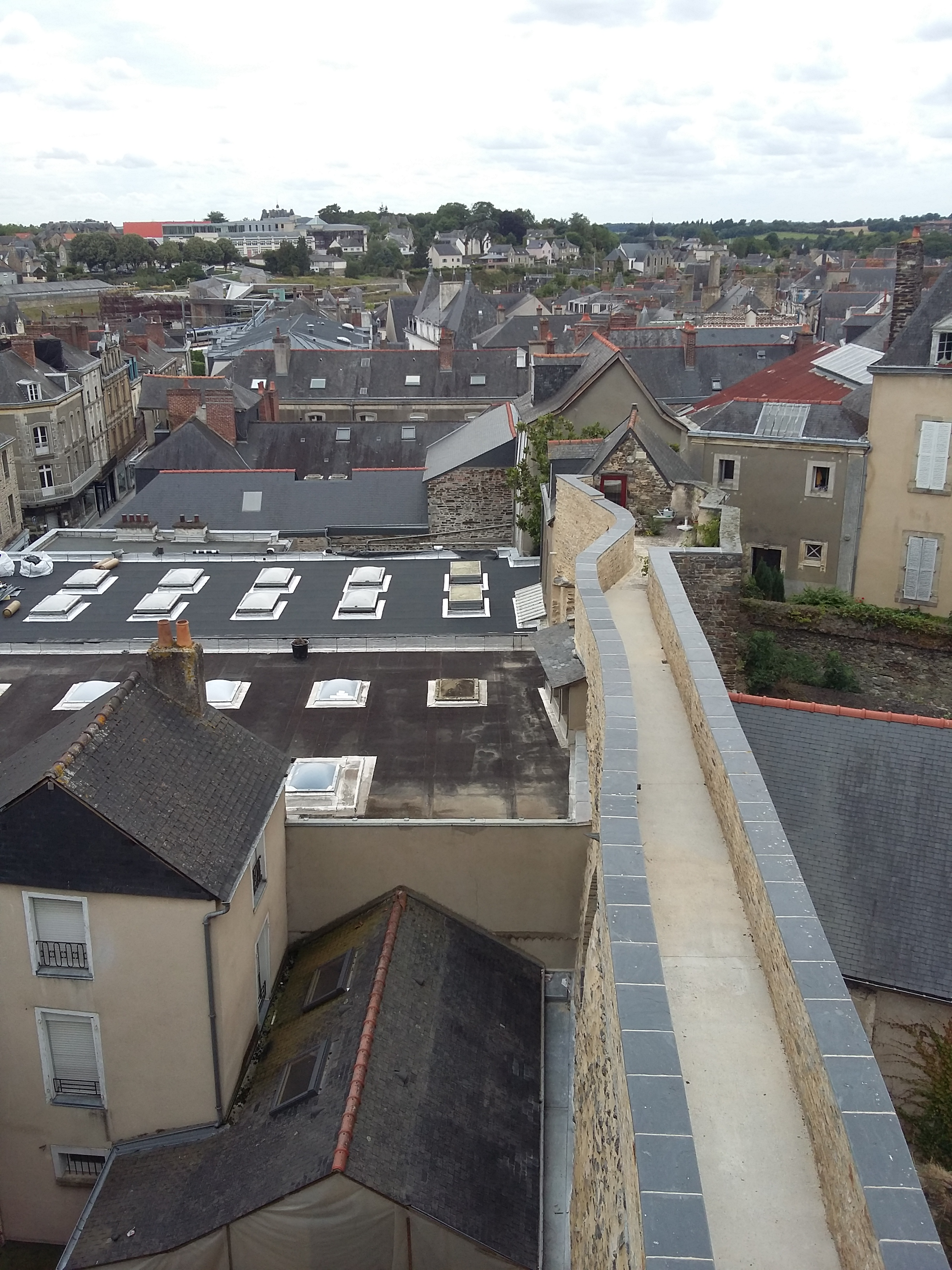
Chemin de ronde sur le rempart sud.